# Кухурештій-де-Сус
Кухурештій-де-Сус (рум. Cuhureștii de Sus) — село у Флорештському районі Молдови. Адміністративний центр однойменної комуни, до складу якої також входять села Ніколаєвка, Ункітешть та Ункітешть.

## Населення
За даними перепису населення 2004 року у селі проживала 1621 особа.
Національний склад населення села:
| Національність   | Кількість осіб | Відсоток   |
| ---------------- | -------------- | ---------- |
| молдавани румуни | 1562 9         | 96,4% 0,6% |
| українці         | 38             | 2,3%       |
| росіяни          | 11             | 0,7%       |
| болгари          | 1              | 0,1%       |
| Всього           | 1621           | 100%       |